# Stanislav Bratina
Stanislav Bratina, slovenski srednješolski profesor in politični delavec v Italiji, * 24. april 1926, Gorica.

## Življenje in delo
Ljudsko šolo (1932-37) ter gimnazijo in licej (1937-45) je obiskoval v rojstnem kraju ter 1948 maturiral na slovenskem liceju v Gorici. Na Univerzi v Trstu je študiral klasično filologijo in 1957 tam tudi doktoriral?. Poučeval je na nižji srednji šoli (1951-56), na strokovni šoli (1953-54), na višji gimnaziji (1956-59) ter od 1959 dalje na učiteljišču v Gorici. Politično se je udejstvoval v Slovenski demokratični skupnosti in bil njen predstavnik v goriški Slovenski demokratski zvezi, tudi kot tajnik in predsednik. Bil je svetovalec Slovenske liste v goriškem občinskem svetu (1961-75) in občinski odbornik (1968-70) V raznih slovenskih listih (Demokracija, Gorica-Trst; Katoliški glas, Gorica; Izvestje slovenskih državnih šol, Gorica in drugih) je objavljal članke in uredil Urbanijevo knjižico Peter II. Petrovič Njegoš (COBISS)